# Episodi de Le regole dell'amore (seconda stagione)
La seconda stagione della serie televisiva Le regole dell'amore, composta da 15 episodi, è stata trasmessa negli Stati Uniti sul canale CBS dal 24 settembre 2007 al 19 maggio 2008.
In Italia è andata in onda su Italia 1 dall'11 luglio 2009 al 17 ottobre 2009, il sabato alle 13:40 e la domenica alle 13:00 con un doppio episodio, mentre è stata trasmessa dalla pay TV Comedy Central dal 2 ottobre 2009 al 13 novembre 2009.
| nº | Titolo originale       | Titolo italiano            | Prima TV USA      | Prima TV Italia   |
| -- | ---------------------- | -------------------------- | ----------------- | ----------------- |
| 1  | Flirting With Disaster | Un flirt pericoloso        | 24 settembre 2007 | 11 luglio 2009    |
| 2  | Audrey's Sister        | Il matrimonio perfetto     | 1º ottobre 2007   | 12 luglio 2009    |
| 3  | Mr. Fix It             | Il filmino sexy            | 8 ottobre 2007    | 1º agosto 2009    |
| 4  | Guy Code               | Codici infranti            | 15 ottobre 2007   | 2 agosto 2009     |
| 5  | Bag Ladies             | Un regalo indesiderato     | 22 ottobre 2007   | 2 agosto 2009     |
| 6  | Old School Jeff        | A ognuno il suo invito     | 29 ottobre 2007   | 8 agosto 2009     |
| 7  | Engagement Party       | Una festa tira l'altra     | 5 novembre 2007   | 9 agosto 2009     |
| 8  | Fix Ups & Downs        | L'appuntamento al buio     | 12 novembre 2007  | 9 agosto 2009     |
| 9  | A Visit From Fay       | Quando la TV non funziona  | 19 novembre 2007  | 22 agosto 2009    |
| 10 | Time Share             | Multiproprietà             | 14 aprile 2008    | 29 agosto 2009    |
| 11 | Jen at Work            | Coppie al lavoro           | 21 aprile 2008    | 12 settembre 2009 |
| 12 | Optimal Male           | La cena degli ex           | 28 aprile 2008    | 19 settembre 2009 |
| 13 | Russell's Father's Son | Il gioco delle parti       | 5 maggio 2008     | 26 settembre 2009 |
| 14 | Buyer's Remorse        | Il rimorso dell'acquirente | 12 maggio 2008    | 10 ottobre 2009   |
| 15 | Pimp My Bride          | Sposa a domicilio          | 19 maggio 2008    | 17 ottobre 2009   |